# Mud Bay, Alaska
Mud Bay är en ort i Haines Borough i delstaten Alaska, USA.